# كنوت بورش
كنوت بورش (بالنرويجية البوكمول: Knut Borch)‏ هو لاعب كرة قدم نرويجي، ولد في 29 يناير 1980 في ترومسو في النرويج. شارك مع منتخب النرويج تحت 21 سنة لكرة القدم ومنتخب النرويج لكرة القدم. أما مع النوادي، فقد لعب مع ترومسو إيدريتسلاغ.

## مسيرته الكروية
لعب كنوت بورش خلال مسيرته الاحترافية مع نادِ واحدٍ في أحد عشر موسمًا ولم يسجل خلالها أي هدف ضمن 95 مباراة. ولم يفز بأي موسم بالكأس أو بالدوري.
خاض كنوت بورش مسيرته مع نادي ترومسو إيدريتسلاغ في موسم 1997 ليلعب معه أحد عشر موسمًا، مشاركًا في 95 مباراة ولم يسجل أي هدف.

## وصلات خارجية
- كنوت بورش على موقع اتحاد النرويج (النرويجية)
- كنوت بورش على موقع قاعدة بيانات كرة القدم.إي يو (الإنجليزية)
- كنوت بورش على موقع ناشيونال فوتبول تيمز (الإنجليزية)
- كنوت بورش على موقع عالم كرة القدم.نت (الإنجليزية)